# Aleksandr Nikolaevič Efimov
Aleksandr Nikolaevič Efimov (in russo Александр Николаевич Ефимов?; Kantemirovka, 8 febbraio 1923 – Mosca, 31 agosto 2012) è stato un generale e aviatore sovietico poi russo, comandante in capo dell'Aeronautica militare sovietica dal 1984 al 1990. Fu Decorato per due volte con il titolo di Eroe dell'Unione Sovietica.

## Biografia
Efimov combatté durante la seconda guerra mondiale a bordo di un Ilyushin Il-2 Šturmovik, prendendo parte alla Battaglia di Smolensk e alla Battaglia di Ržev. Nel giugno del 1944, dopo aver preso parte a oltre 100 missioni aeree, fu promosso a capitano. Terminò la guerra con oltre 222 missioni. Nel 1975 fu promosso a Maresciallo dell'Aviazione e nel 1984 fu nominato comandante in capo dell'Aeronautica militare sovietica e vice-ministro della difesa dell'Unione Sovietica.
Efimov morì a Mosca il 31 agosto del 2012 ed è sepolto nel Cimitero di Novodevičij.